# Superquark
Superquark è stato un programma televisivo italiano di genere documentario e divulgazione scientifica, andato in onda su Rai 1 dal 27 gennaio 1995 al 24 agosto 2022, ideato e condotto da Piero Angela, evoluzione della precedente trasmissione Quark.

## Trasmissione
Il programma nelle sue prime 6 edizioni andava in onda nel periodo invernale, solitamente di venerdì, con una buona accoglienza di pubblico, considerevole per una trasmissione di divulgazione scientifica. Dalla settima edizione è diventato un appuntamento classico del palinsesto estivo. Rispetto alle varie versioni della trasmissione originaria, Superquark ha una durata, costante nel corso degli anni, di circa 120 minuti. Pur con numerose innovazioni, la trasmissione ha mantenuto negli anni la stessa struttura. Nell'edizione 2014 è andato in onda dagli studi Rai del CPTV di Torino con una nuova scenografia ideata da Emanuela Trixie Zitkowsky prodotto in HD nativo. Dal 2015 la produzione è ritornata a Roma nello studio del Nomentano 2 sempre in HD nativo.

### Prima parte: documentario
La prima parte, della durata di 40 minuti circa, è composta dal sommario della puntata e da un documentario di argomento naturalistico, introdotto dal conduttore. Particolarmente utilizzati e apprezzati sono stati, nel corso degli anni, i documentari della National Geographic, della BBC e, dal 2008, di Nicolas Hulot, delle serie Dinastie e Le meraviglie del pianeta. In passato seguiva al documentario un breve commento in studio con l'etologo Danilo Mainardi, mentre nelle edizioni più recenti la rubrica è stata spostata verso il fine puntata. I documentari in lingua originale venivano doppiati da Claudio Capone, noto per essere stato la voce dei documentari naturalistici e scientifici dei programmi televisivi Quark (1981-1989) e Superquark (dal 1995 fino alla sua scomparsa nel 2008).

### Seconda parte: servizi e ospiti in studio

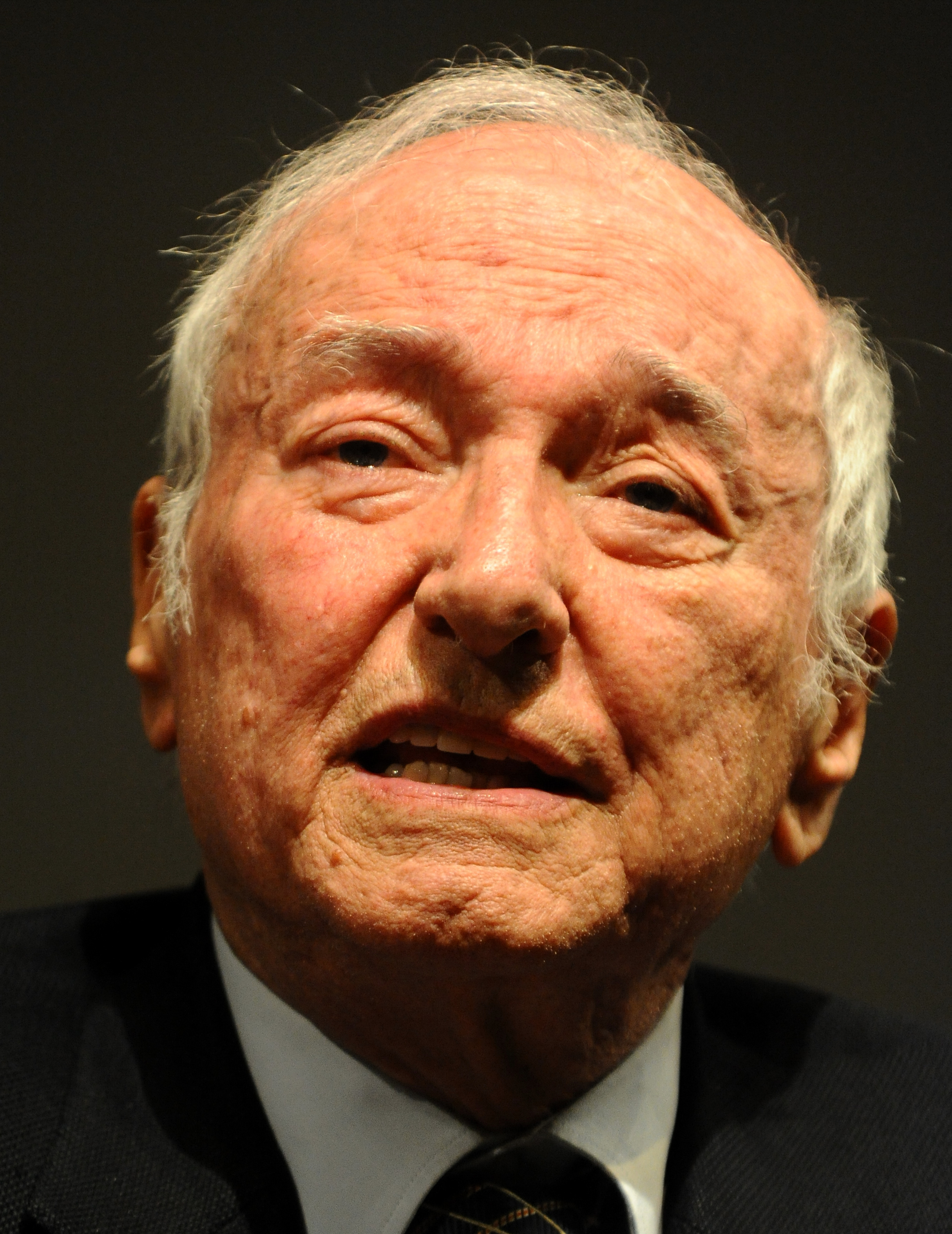
Piero Angela (22 dicembre 1928-13 agosto 2022), ideatore e conduttore di Superquark fino alla sua scomparsa.

La seconda parte della trasmissione è composta da una serie di brevi servizi di approfondimento, intervallati da presentazioni e commenti in studio. Specialmente i primi anni, le rubriche storiche e archeologiche erano curate da Alberto Angela e Lorenzo Pinna, unico redattore ad apparire in video oltre al conduttore. Nel corso degli anni sono numerosi gli argomenti trattati, solitamente legati a tematiche di scienza, nuove tecnologie, società, economia, Europa, storia, ambiente, medicina e sessualità. Questi temi sono affrontati in numerose rubriche che si succedono nel corso degli anni. La loro struttura si basa su una breve introduzione del conduttore, un servizio di redazione e un approfondimento in studio con vari ospiti e dimostrazioni dal vivo. Frequentemente venivano utilizzate le cosiddette Pillole di Bruno Bozzetto, ossia delle brevi strisce animate, presentate per trattare con rapidità ed efficacia un determinato argomento.
Tra le rubriche proposte troviamo Scienza in cucina, con la partecipazione costante del professor Carlo Cannella come commentatore fino alla sua prematura scomparsa, avvenuta nel 2011. Successivamente tale rubrica viene proposta da Elisabetta Bernardi. Un'altra rubrica, dedicata alla musica, vedeva la presenza in studio di alcuni musicisti di fama internazionale; in queste occasioni il conduttore Piero Angela, il quale ha avuto una breve carriera come pianista jazz prima di lavorare per la Rai, si cimentava spesso in esibizioni dal vivo al pianoforte. Gli approfondimenti sulla fisica vedevano la partecipazione del professor Paco Lanciano, che utilizzava sovente in studio dei modelli plastici sperimentali per aiutare la comprensione dei concetti spiegati.
La rubrica Il mondo degli animali era dedicata all'etologia ed era curata dal professor Danilo Mainardi che, dopo un veloce disegno di uno degli animali presi in esame, descriveva con Angela un aspetto interessante e particolare del suo comportamento commentando le immagini tratte da un video scelto ad hoc. La rubrica storica, Istantanee del passato, è curata dal professor Alessandro Barbero e lo vede analizzare la vita comune nei secoli passati. Nelle precedenti edizioni, invece, Barbero e Angela passeggiavano attraverso un quadro dell'antichità. In seguito tale rubrica è stata rinominata Dietro le quinte della Storia. La rubrica di Sessuologia denominata nel 2017 Questione di ormoni è curata del prof. Emmanuele Jannini. Dal 2013 iniziano le nuove rubriche Polvere di Stelle, con la presenza in studio di Giovanni Bignami per discutere dell'universo e di tutto ciò che ci circonda, Come siamo fatti dentro, con il professor Guido Macchiarelli per discutere del corpo umano, e Giro del mondo, una serie di notizie flash dal mondo scientifico internazionale. Alla fine, prima delle anticipazioni della puntata successiva, la rubrica Idee, presenta una breve rassegna di libri consigliati riguardanti un preciso tema scientifico, che spesso costituisce il filo conduttore di tutti gli argomenti della puntata.
Dal 2017 prende il via "Psicologia dell'insolito", dove Massimo Polidoro e Angela analizzano episodi di pseudoscienza e fake news.

### Sigla
La sigla è la stessa di tutte le precedenti trasmissioni di Angela, ovvero l'Aria dalla Suite nº 3 in re maggiore BWV 1068 di Johann Sebastian Bach, nella versione reinterpretata di The Swingle Singers (dall'album Jazz Sébastien Bach del 1963). Le musiche originali utilizzate nelle rubriche sono di Roberto Anselmi (Ed. Musicali Rai Trade).

## Spin-off

### Speciale Superquark
Dal 18 dicembre 1998 al 27 agosto 2015 sono stati realizzati 58 appuntamenti dal titolo Speciale Superquark, dove con imponenti ricostruzioni in computer grafica ed elaborati effetti visuali curati dai migliori esperti di videografica e scenografia virtuali, venivano raccontate le biografie di alcune illustri personalità culturali e scientifiche o presentati dettagliati approfondimenti su fatti storici e tematiche legate alla vita.

### Serata Superquark
Nel 2001 viene creato un ciclo speciale di appuntamenti dal titolo Serata Superquark, in onda il 26 gennaio e, l'anno seguente, 5, 12 e 19 febbraio in prima serata su Rai 1. La trasmissione, che vede alla regia Rosalba Costantini, va in onda dal Teatro 4 di Cinecittà con una scenografia completamente rinnovata a firma di Armando Nobili. Nel corso delle puntate Piero Angela, affiancato da esperti, accompagna i telespettatori in una viaggio attraverso i risvolti scientifici e psicologici dell'innamoramento, dello sviluppo della mente dei bambini dai primi anni di vita fino alla completa maturazione cerebrale, e quindi della possibilità di influenzare e manipolare il comportamento umano.
- 26 gennaio 2001 - C'era una volta... cento anni fa[5]
- 5 febbraio 2002 - Come nasce e finisce un amore
- 12 febbraio 2002 - Il bambino e la mente: la sfida per crescere
- 19 febbraio 2002 - Lo zoo umano: noi e gli altri

### Superquark musica
Nel 2018 viene creato Superquark musica, uno spin off dedicato al mondo degli strumenti musicali e alla musica in generale, trasmesso in seconda serata su Rai 1 in coda alla puntata di Superquark.

### Superquark natura
Dal 2018 al 2022 va in onda Superquark natura, uno spin off dedicato ai documentari naturalistici trasmessi nelle passate edizioni di Superquark. La trasmissione va in onda in seconda serata in coda alla puntata di Superquark.

### Superquark+
Un ulteriore spin-off dal titolo Superquark+ viene prodotto in esclusiva per RaiPlay e distribuito dal 22 dicembre 2019, giorno del 91º compleanno del conduttore. La prima edizione è composta da 10 puntate di 15 minuti l'una e in ognuna di esse, Piero Angela è affiancato da uno dei cinque giovani divulgatori scelti per il programma: Davide Coero Borga (laureato in filosofia della scienza), Giuliana Galati (dottore di ricerca in fisica delle particelle), Luca Perri (dottore di ricerca in fisica e astrofisica), Edwige Pezzulli (dottore di ricerca in astrofisica), Gianni Celli (esperto di fisica quantistica), Ruggero Rollini (laureato in chimica). In queste puntate si risponde ad alcune domande scientifiche relative a un tema generale, fra cui l'acqua, la vista e la memoria. Il 19 maggio 2020 è stata pubblicata una puntata speciale dedicata alla pandemia di COVID-19 del 2019-2021, intitolata Covid-19. Il grande nemico. La seconda edizione, anch'essa composta da 10 puntate di 15 minuti, è stata distribuita il 6 ottobre 2020. Dal 20 ottobre 2021 è stata pubblicata la terza edizione, sempre in 10 episodi, dedicata interamente alla "scienza dell'amore". Dal 26 gennaio 2023, è stata pubblicata la quarta stagione del programma, dedicata al cibo; Piero Angela non è presente nelle ultime due puntate, a causa di problemi di salute (morirà due mesi dopo e la stagione venne pubblicata postuma). 

### Superquark - Prepararsi al futuro
Poco prima della scomparsa, Piero Angela aveva realizzato 16 puntate di mezz'ora ognuna, dedicate alle sfide del mondo contemporaneo e destinate alle scuole.
Tali puntate, raccolte in un programma dal titolo Superquark - Prepararsi al futuro, sono andate in onda postume dal 14 ottobre 2022 su Rai 3.

## Edizioni
| Edizione | Periodo          | Periodo           | Conduzione   | Puntate |
| Edizione | Inizio           | Fine              | Conduzione   | Puntate |
| -------- | ---------------- | ----------------- | ------------ | ------- |
| 1ª       | 27 gennaio 1995  | 26 maggio 1995    | Piero Angela | 17      |
| 2ª       | 12 gennaio 1996  | 24 maggio 1996    | Piero Angela | 18      |
| 3ª       | 17 gennaio 1997  | 30 maggio 1997    | Piero Angela | 17      |
| 4ª       | 24 ottobre 1997  | 29 maggio 1998    | Piero Angela | 19      |
| 5ª       | 13 novembre 1998 | 4 giugno 1999     | Piero Angela | 22      |
| 6ª       | 19 ottobre 1999  | 2 novembre 1999   | Piero Angela | 3       |
| 7ª       | 13 giugno 2000   | 12 settembre 2000 | Piero Angela | 14      |
| 8ª       | 5 giugno 2001    | 4 settembre 2001  | Piero Angela | 13      |
| 9ª       | 12 giugno 2002   | 12 settembre 2002 | Piero Angela | 14      |
| 10ª      | 10 giugno 2003   | 16 settembre 2003 | Piero Angela | 15      |
| 11ª      | 6 luglio 2004    | 7 settembre 2004  | Piero Angela | 10      |
| 12ª      | 9 giugno 2005    | 8 settembre 2005  | Piero Angela | 13      |
| 13ª      | 29 giugno 2006   | 14 settembre 2006 | Piero Angela | 12      |
| 14ª      | 7 giugno 2007    | 30 agosto 2007    | Piero Angela | 13      |
| 15ª      | 23 giugno 2008   | 3 settembre 2008  | Piero Angela | 11      |
| 16ª      | 16 giugno 2009   | 27 agosto 2009    | Piero Angela | 11      |
| 17ª      | 10 giugno 2010   | 30 agosto 2010    | Piero Angela | 12      |
| 18ª      | 16 giugno 2011   | 1º settembre 2011 | Piero Angela | 12      |
| 19ª      | 5 luglio 2012    | 4 settembre 2012  | Piero Angela | 10      |
| 20ª      | 4 luglio 2013    | 29 agosto 2013    | Piero Angela | 10      |
| 21ª      | 3 luglio 2014    | 28 agosto 2014    | Piero Angela | 9       |
| 22ª      | 11 giugno 2015   | 27 agosto 2015    | Piero Angela | 12      |
| 23ª      | 13 luglio 2016   | 3 settembre 2016  | Piero Angela | 8       |
| 24ª      | 21 giugno 2017   | 23 agosto 2017    | Piero Angela | 9       |
| 25ª      | 4 luglio 2018    | 29 agosto 2018    | Piero Angela | 9       |
| 26ª      | 26 giugno 2019   | 27 agosto 2019    | Piero Angela | 9       |
| 27ª      | 15 luglio 2020   | 1º settembre 2020 | Piero Angela | 7       |
| 28ª      | 14 luglio 2021   | 25 agosto 2021    | Piero Angela | 7       |
| 29ª      | 6 luglio 2022    | 24 agosto 2022    | Piero Angela | 8       |

## Puntate e ascolti

### Prima edizione (1995)
La 1ª edizione è composta da 17 puntate e va in onda ogni venerdì dal 27 gennaio al 26 maggio 1995. La trasmissione non viene trasmessa la sera del 24 febbraio e del 14 aprile per lasciare lo spazio in palinsesto rispettivamente al Festival di Sanremo e alla Via Crucis. Il 9 giugno va in onda uno speciale (Serata Egitto: l'ultima grande scoperta) dedicato alla tomba dei figli di Ramses II, la KV5.
| Nº | Data             | Telespettatori |
| -- | ---------------- | -------------- |
| 1  | 27 gennaio 1995  | 3 953 000      |
| 2  | 3 febbraio 1995  | –              |
| 3  | 10 febbraio 1995 | –              |
| 4  | 17 febbraio 1995 | 5 144 000      |
| 5  | 3 marzo 1995     | 4 643 000      |
| 6  | 10 marzo 1995    | –              |
| 7  | 17 marzo 1995    | –              |
| 8  | 24 marzo 1995    | 5 025 000      |
| 9  | 31 marzo 1995    | 4 983 000      |
| 10 | 7 aprile 1995    | 4 577 000      |
| 11 | 21 aprile 1995   | 4 423 000      |
| 12 | 28 aprile 1995   | 4 518 000      |
| 13 | 5 maggio 1995    | 4 541 000      |
| 14 | 12 maggio 1995   | 4 699 000      |
| 15 | 19 maggio 1995   | 4 047 000      |
| 16 | 26 maggio 1995   | 4 999 000      |
| 17 | 9 giugno 1995    | –              |

### Seconda edizione (1996)
La 2ª edizione, composta da 18 puntate, va in onda ogni venerdì dal 12 gennaio al 24 maggio 1996. La trasmissione non viene trasmessa la sera del 23 febbraio e del 6 aprile per lasciare lo spazio in palinsesto rispettivamente al Festival di Sanremo e alla Via Crucis.
| Nº | Data             | Telespettatori | Share  |
| -- | ---------------- | -------------- | ------ |
| 1  | 12 gennaio 1996  | –              | –      |
| 2  | 19 gennaio 1996  | –              | –      |
| 3  | 26 gennaio 1996  | –              | –      |
| 4  | 2 febbraio 1996  | 7 085 000      | –      |
| 5  | 9 febbraio 1996  | 5 779 000      | –      |
| 6  | 16 febbraio 1996 | 6 796 000      | –      |
| 7  | 1º marzo 1996    | 5 950 000      | 22,67% |
| 8  | 8 marzo 1996     | 5 792 000      | 22,72% |
| 9  | 15 marzo 1996    | 6 140 000      | –      |
| 10 | 22 marzo 1996    | –              | –      |
| 11 | 29 marzo 1996    | –              | –      |
| 12 | 12 aprile 1996   | –              | –      |
| 13 | 19 aprile 1996   | 5 044 000      | 18,60% |
| 14 | 26 aprile 1996   | 5 526 000      | –      |
| 15 | 3 maggio 1996    | 4 899 000      | –      |
| 16 | 10 maggio 1996   | 5 797 000      | 22,26% |
| 17 | 17 maggio 1996   | –              | –      |
| 18 | 24 maggio 1996   | –              | –      |

### Terza edizione (1997)
La 3ª edizione, composta da 17 puntate, viene trasmessa ogni venerdì dal 17 gennaio al 30 maggio 1997. La trasmissione non va in onda il 21 febbraio, il 28 marzo e il 9 maggio per lasciare lo spazio in palinsesto rispettivamente al Festival di Sanremo, alla Via Crucis, e allo speciale La Festa della mamma.
| Nº | Data             | Telespettatori | Share  |
| -- | ---------------- | -------------- | ------ |
| 1  | 17 gennaio 1997  | 5 348 000      | 20,48% |
| 2  | 24 gennaio 1997  | 4 829 000      | 18,53% |
| 3  | 31 gennaio 1997  | 5 213 000      | 19,29% |
| 4  | 7 febbraio 1997  | 4 494 000      | –      |
| 5  | 14 febbraio 1997 | 4 500 000      | –      |
| 6  | 28 febbraio 1997 | 4 178 000      | 15,49% |
| 7  | 7 marzo 1997     | 5 621 000      | –      |
| 8  | 14 marzo 1997    | 6 227 000      | –      |
| 9  | 21 marzo 1997    | 6 529 000      | –      |
| 10 | 4 aprile 1997    | 5 744 000      | –      |
| 11 | 11 aprile 1997   | 5 781 000      | –      |
| 12 | 18 aprile 1997   | 5 214 000      | –      |
| 13 | 25 aprile 1997   | 4 849 000      | –      |
| 14 | 2 maggio 1997    | 5 111 000      | –      |
| 15 | 16 maggio 1997   | 4 852 000      | –      |
| 16 | 23 maggio 1997   | 4 830 000      | –      |
| 17 | 30 maggio 1997   | –              | –      |

### Quarta edizione (1997-1998)
La 4ª edizione è composta da 19 puntate in onda ogni venerdì dal 24 ottobre. La terza puntata del 7 novembre ha avuto ascolti record di 5 567 000 telespettatori e share del 21,40%. Dopo la pausa dedicata a Viaggio nel cosmo tra gennaio e febbraio 1998, la trasmissione riprende dal 13 marzo, con una pausa del 10 aprile per lasciare spazio alla Via Crucis. La puntata del 15 maggio è dedicata all'antica Babilonia.
| Nº | Data             |
| -- | ---------------- |
| 1  | 24 ottobre 1997  |
| 2  | 31 ottobre 1997  |
| 3  | 7 novembre 1997  |
| 4  | 21 novembre 1997 |
| 5  | 28 novembre 1997 |
| 6  | 5 dicembre 1997  |
| 7  | 12 dicembre 1997 |
| 8  | 19 dicembre 1997 |
| 9  | 13 marzo 1998    |
| 10 | 20 marzo 1998    |
| 11 | 27 marzo 1998    |
| 12 | 3 aprile 1998    |
| 13 | 17 aprile 1998   |
| 14 | 24 aprile 1998   |
| 15 | 1º maggio 1998   |
| 16 | 8 maggio 1998    |
| 17 | 15 maggio 1998   |
| 18 | 22 maggio 1998   |
| 19 | 29 maggio 1998   |

### Quinta edizione (1998-1999)
La 5ª edizione è composta da 21 puntate trasmesse ogni venerdì dal 13 novembre 1998 al 21 maggio 1999. A questo ciclo, il 4 giugno 1999, si è aggiunta una puntata dal titolo Superquark - Festa di Compleanno, in cui si festeggiarono le 2000 puntate di Quark e di tutte le trasmissioni da esso derivate.
| Nº | Data             |
| -- | ---------------- |
| 1  | 13 novembre 1998 |
| 2  | 20 novembre 1998 |
| 3  | 27 novembre 1998 |
| 4  | 4 dicembre 1998  |
| 5  | 11 dicembre 1998 |
| 6  | 8 gennaio 1999   |
| 7  | 15 gennaio 1999  |
| 8  | 22 gennaio 1999  |
| 9  | 29 gennaio 1999  |
| 10 | 5 febbraio 1999  |
| 11 | 12 febbraio 1999 |
| 12 | 5 marzo 1999     |
| 13 | 12 marzo 1999    |
| 14 | 19 marzo 1999    |
| 15 | 26 marzo 1999    |
| 16 | 16 aprile 1999   |
| 17 | 23 aprile 1999   |
| 18 | 30 aprile 1999   |
| 19 | 7 maggio 1999    |
| 20 | 14 maggio 1999   |
| 21 | 21 maggio 1999   |
| 22 | 4 giugno 1999    |

### Sesta e Settima edizione (1999-2000)
La 6ª e la 7ª edizione sono composte da 3 puntate autunnali trasmesse ogni martedì dal 19 ottobre 1999 al 2 novembre 1999, e da 14 puntate estive andate in onda ogni martedì dal 13 giugno al 12 settembre 2000. Dal 2000 SuperQuark trova la collocazione definitiva in estate.
| Nº | Data              |
| -- | ----------------- |
| 1  | 19 ottobre 1999   |
| 2  | 26 ottobre 1999   |
| 3  | 2 novembre 1999   |
| 4  | 13 giugno 2000    |
| 5  | 20 giugno 2000    |
| 6  | 27 giugno 2000    |
| 7  | 4 luglio 2000     |
| 8  | 11 luglio 2000    |
| 9  | 18 luglio 2000    |
| 10 | 25 luglio 2000    |
| 11 | 1º agosto 2000    |
| 12 | 8 agosto 2000     |
| 13 | 15 agosto 2000    |
| 14 | 22 agosto 2000    |
| 15 | 29 agosto 2000    |
| 16 | 5 settembre 2000  |
| 17 | 12 settembre 2000 |

### Ottava edizione (2001)
L'8ª edizione è composta da 13 puntate trasmesse ogni martedì dal 5 giugno al 4 settembre 2001.
| Nº | Data             |
| -- | ---------------- |
| 1  | 5 giugno 2001    |
| 2  | 12 giugno 2001   |
| 3  | 19 giugno 2001   |
| 4  | 26 giugno 2001   |
| 5  | 3 luglio 2001    |
| 6  | 10 luglio 2001   |
| 7  | 17 luglio 2001   |
| 8  | 24 luglio 2001   |
| 9  | 31 luglio 2001   |
| 10 | 7 agosto 2001    |
| 11 | 21 agosto 2001   |
| 12 | 28 agosto 2001   |
| 13 | 4 settembre 2001 |

### Nona edizione (2002)
La 9ª edizione è composta da 14 puntate trasmesse ogni mercoledì dal 10 giugno al 12 settembre 2002.
| Nº | Data              |
| -- | ----------------- |
| 1  | 12 giugno 2002    |
| 2  | 19 giugno 2002    |
| 3  | 26 giugno 2002    |
| 4  | 3 luglio 2002     |
| 5  | 10 luglio 2002    |
| 6  | 17 luglio 2002    |
| 7  | 24 luglio 2002    |
| 8  | 31 luglio 2002    |
| 9  | 7 agosto 2002     |
| 10 | 14 agosto 2002    |
| 11 | 21 agosto 2002    |
| 12 | 28 agosto 2002    |
| 13 | 4 settembre 2002  |
| 14 | 12 settembre 2002 |

### Decima edizione (2003)
La 10ª edizione è composta da 15 puntate trasmesse ogni martedì dal 10 giugno al 16 settembre 2003, eccetto la seconda trasmessa di domenica.
| Nº | Data              |
| -- | ----------------- |
| 1  | 10 giugno 2003    |
| 2  | 15 giugno 2003    |
| 3  | 24 giugno 2003    |
| 4  | 1º luglio 2003    |
| 5  | 8 luglio 2003     |
| 6  | 15 luglio 2003    |
| 7  | 22 luglio 2003    |
| 8  | 29 luglio 2003    |
| 9  | 5 agosto 2003     |
| 10 | 12 agosto 2003    |
| 11 | 19 agosto 2003    |
| 12 | 26 agosto 2003    |
| 13 | 2 settembre 2003  |
| 14 | 9 settembre 2003  |
| 15 | 16 settembre 2003 |

### Undicesima edizione (2004)
L'11ª edizione è andata in onda ogni martedì dal 6 luglio al 7 settembre..
| Nº | Data             |
| -- | ---------------- |
| 1  | 6 luglio 2004    |
| 2  | 13 luglio 2004   |
| 3  | 20 luglio 2004   |
| 4  | 27 luglio 2004   |
| 5  | 3 agosto 2004    |
| 6  | 10 agosto 2004   |
| 7  | 17 agosto 2004   |
| 8  | 24 agosto 2004   |
| 9  | 31 agosto 2004   |
| 10 | 7 settembre 2004 |

### Dodicesima edizione (2005)
La 12ª edizione  è andata in onda ogni giovedì dal 9 giugno all'8 settembre. Il 7 luglio il programma non va in onda per lasciare spazio agli aggiornamenti sui gravi attentati accaduti a Londra.
| Nº | Data              |
| -- | ----------------- |
| 1  | 9 giugno 2005     |
| 2  | 16 giugno 2005    |
| 3  | 23 giugno 2005    |
| 4  | 30 giugno 2005    |
| 5  | 14 luglio 2005    |
| 6  | 21 luglio 2005    |
| 7  | 28 luglio 2005    |
| 8  | 4 agosto 2005     |
| 9  | 11 agosto 2005    |
| 10 | 18 agosto 2005    |
| 11 | 25 agosto 2005    |
| 12 | 1º settembre 2005 |
| 13 | 8 settembre 2005  |

### Tredicesima edizione (2006)
La 13ª edizione è andata in onda ogni giovedì dal 29 giugno al 20 settembre. Per ragioni editoriali la penultima puntata viene anticipata a domenica 3 settembre, mentre l'ultima va in onda mercoledì 20 settembre.
| Nº | Data              |
| -- | ----------------- |
| 1  | 29 giugno 2006    |
| 2  | 6 luglio 2006     |
| 3  | 13 luglio 2006    |
| 4  | 20 luglio 2006    |
| 5  | 27 luglio 2006    |
| 6  | 3 agosto 2006     |
| 7  | 10 agosto 2006    |
| 8  | 17 agosto 2006    |
| 9  | 24 agosto 2006    |
| 10 | 31 agosto 2006    |
| 11 | 3 settembre 2006  |
| 12 | 20 settembre 2006 |

### Quattordicesima edizione (2007)
La 14ª edizione è andata in onda ogni giovedì dal 7 giugno al 30 agosto. La seconda e la terza puntata vengono trasmesse di mercoledì.
| Nº    | Data           | Telespettatori | share  |
| ----- | -------------- | -------------- | ------ |
| 1     | 7 giugno 2007  | 3 327 000      | 14,80% |
| 2     | 13 giugno 2007 | 4 046 000      | 18.67% |
| 3     | 20 giugno 2007 | 3 417 000      | 17.32% |
| 4     | 28 giugno 2007 | 3 725 000      | 19.61% |
| 5     | 5 luglio 2007  | 3 756 000      | 19.62% |
| 6     | 12 luglio 2007 | 3 953 000      | 20.88% |
| 7     | 19 luglio 2007 | 3 491 000      | 20.62% |
| 8     | 26 luglio 2007 | 3 484 000      | 21.89% |
| 9     | 2 agosto 2007  | 3 356 000      | 20.30% |
| 10    | 9 agosto 2007  | 3 049 000      | 18,51% |
| 11    | 16 agosto 2007 | 2 898 000      | 20.37% |
| 12    | 23 agosto 2007 | 3 143 000      | 18.50% |
| 13    | 30 agosto 2007 | 3 142 000      | 17.52% |
| Media | Media          | 3 445 000      | 19.12% |

### Quindicesima edizione (2008)
La 15ª edizione è anticipata da uno Speciale Superquark dal titolo Il paese senza figli – Le sorprese del crollo delle nascite in onda lunedì 23 giugno. Le 10 puntate dell'edizione vengono trasmesse ogni giovedì dal 3 luglio al 3 settembre. L'ultima puntata viene anticipata per ragioni editoriali al mercoledì. 
| Nº    | Data             | Telespettatori | Share  |
| ----- | ---------------- | -------------- | ------ |
| 1     | 3 luglio 2008    | 3 828 000      | 21.34% |
| 2     | 10 luglio 2008   | 3 674 000      | 20.56% |
| 3     | 17 luglio 2008   | 3 497 000      | 20.80% |
| 4     | 24 luglio 2008   | 3 486 000      | 20,03% |
| 5     | 31 luglio 2008   | 3 627 000      | 21.72% |
| 6     | 7 agosto 2008    | 3 050 000      | 19.66% |
| 7     | 14 agosto 2008   | 2 673 000      | 19.45% |
| 8     | 21 agosto 2008   | 2 676 000      | 16.07% |
| 9     | 28 agosto 2008   | 2 939 000      | 16.49% |
| 10    | 3 settembre 2008 | 2 993 000      | 14.91% |
| Media | Media            | 3 244 000      | 19.10% |

### Sedicesima edizione (2009)
La 16ª edizione inizia è stata trasmessa dal 16 giugno al 27 agosto. Dopo i primi due appuntamenti trasmessi al martedì, la messa in onda è proseguita nella serata del giovedì.
| Nº    | Data           | Telespettatori | Share  |
| ----- | -------------- | -------------- | ------ |
| 1     | 16 giugno 2009 | 3 400 000      | 15.8%  |
| 2     | 23 giugno 2009 | 3 912 000      | 17.12% |
| 3     | 2 luglio 2009  | 2 637 000      | 13.82% |
| 4     | 9 luglio 2009  | 2.900.00       | 15.50% |
| 5     | 16 luglio 2009 | 3 084 000      | 18.07% |
| 6     | 23 luglio 2009 | 2 700 000      | 16.6%  |
| 7     | 30 luglio 2009 | 2 927 000      | 17.38% |
| 8     | 6 agosto 2009  | 3 285 000      | 21.12% |
| 9     | 13 agosto 2009 | 2 444 000      | 17.73% |
| 10    | 20 agosto 2009 | 2 541 000      | 17.43% |
| 11    | 27 agosto 2009 | 2 917 000      | 19.73% |
| Media | Media          | 2 977 000      | 17.30% |

### Diciassettesima edizione (2010)
La 17ª edizione è iniziata il 10 giugno 2010 con una puntata interamente dedicata ai vulcani dal titolo Dopo l'Islanda: cosa bolle sottoterra?, per poi riprendere dal 24 giugno ogni giovedì, tranne l'ultima puntata anticipata a lunedì 30 agosto per poter lasciare lo spazio in palinsesto giovedì 2 settembre al match Estonia-Italia, valevole per le qualificazioni agli Europei 2012.
| Nº    | Data           | Telespettatori | Share  |
| ----- | -------------- | -------------- | ------ |
| 1     | 10 giugno 2010 | 4 634 000      | 20,61% |
| 2     | 24 giugno 2010 | 4 391 000      | 21,75% |
| 3     | 1º luglio 2010 | 3 505 000      | 18,08% |
| 4     | 8 luglio 2010  | 3 921 000      | 21,26% |
| 5     | 15 luglio 2010 | 3 455 000      | 21,29% |
| 6     | 22 luglio 2010 | 3 499 000      | 21,05% |
| 7     | 29 luglio 2010 | 4 563 000      | 22,68% |
| 8     | 5 agosto 2010  | 3 531 000      | 19,62% |
| 9     | 12 agosto 2010 | 3 101 000      | 19,95% |
| 10    | 19 agosto 2010 | 3 089 000      | 19,10% |
| 11    | 26 agosto 2010 | 3 199 000      | 19,42% |
| 12    | 30 agosto 2010 | 3 512 000      | 17,09% |
| Media | Media          | 3 700 000      | 20,16% |

### Diciottesima edizione (2011)
La 18ª edizione è stata trasmessa ogni giovedì dal 16 giugno al 1º settembre. La decima puntata viene anticipata a mercoledì 17 agosto per evitare lo scontro diretto con il Trofeo Tim 2011 in onda su Canale 5 con in campo Milan, Juventus e Inter.
| Nº    | Data              | Telespettatori | Share  |
| ----- | ----------------- | -------------- | ------ |
| 1     | 16 giugno 2011    | 3 150 000      | 14,29% |
| 2     | 23 giugno 2011    | 3 529 000      | 16,55% |
| 3     | 30 giugno 2011    | 3 630 000      | 17,73% |
| 4     | 7 luglio 2011     | 3 218 000      | 16,89% |
| 5     | 14 luglio 2011    | 3 697 000      | 20,47% |
| 6     | 21 luglio 2011    | 3 280 000      | 17,64% |
| 7     | 28 luglio 2011    | 4 136 000      | 21,63% |
| 8     | 4 agosto 2011     | 3 121 000      | 17,86% |
| 9     | 11 agosto 2011    | 3 208 000      | 18,66% |
| 10    | 17 agosto 2011    | 2 574 000      | 15,96% |
| 11    | 25 agosto 2011    | 2 937 000      | 17,42% |
| 12    | 1º settembre 2011 | 3 426 000      | 17,37% |
| Media | Media             | 3 325 500      | 17,70% |

### Diciannovesima edizione (2012)
La 19ª edizione è stata trasmessa ogni giovedì dal 5 luglio al 4 settembre. L'ultima puntata per ragioni editoriali viene anticipata al martedì. 
| Nº    | Data             | Telespettatori | Share  |
| ----- | ---------------- | -------------- | ------ |
| 1     | 5 luglio 2012    | 3 694 000      | 19,87% |
| 2     | 12 luglio 2012   | 3 329 000      | 18.79% |
| 3     | 19 luglio 2012   | 3 054 000      | 17,2%  |
| 4     | 26 luglio 2012   | 2 923 000      | 16,89% |
| 5     | 2 agosto 2012    | 2 400 000      | 13,49% |
| 6     | 9 agosto 2012    | 2 142 000      | 12,95% |
| 7     | 16 agosto 2012   | 2 448 000      | 16,29% |
| 8     | 23 agosto 2012   | 2 599 000      | 15,89% |
| 9     | 30 agosto 2012   | 2 503 000      | 13,04% |
| 10    | 4 settembre 2012 | 3 309 000      | 14,9%  |
| Media | Media            | 2 840 100      | 15,93% |

### Ventesima edizione (2013)
La 20ª edizione è andata in onda ogni giovedì dal 4 luglio al 29 agosto. La quarta puntata, prevista per il 25 luglio, viene rinviata a sabato 27 per lasciare lo spazio in palinsesto allo speciale Porta a Porta – Francesco tra i giovani, mentre mercoledì 1º agosto il programma non viene trasmesso per dare spazio ad uno Speciale Porta a Porta interamente dedicato alla sentenza del processo Mediaset e alle sue conseguenze politiche. Nelle ultime due settimane la trasmissione raddoppia l'appuntamento, andando in onda sia al giovedì che al sabato.
| Nº    | Data           | Telespettatori | Share  |
| ----- | -------------- | -------------- | ------ |
| 1     | 4 luglio 2013  | 2 956 000      | 14,03% |
| 2     | 11 luglio 2013 | 3 090 000      | 15,06% |
| 3     | 18 luglio 2013 | 2 964 000      | 14,95% |
| 4     | 27 luglio 2013 | 2 100 000      | 14,03% |
| 5     | 8 agosto 2013  | 2 397 000      | 14,35% |
| 6     | 15 agosto 2013 | 2 159 000      | 15,63% |
| 7     | 17 agosto 2013 | 2 051 000      | 14,25% |
| 8     | 22 agosto 2013 | 2 661 000      | 15,23% |
| 9     | 24 agosto 2013 | 2 109 000      | 12,83% |
| 10    | 29 agosto 2013 | 2 961 000      | 15,01% |
| Media | Media          | 2 544 800      | 14,54% |

### Ventunesima edizione (2014)
La 21ª edizione è stata trasmessa ogni giovedì dal 3 luglio al 28 agosto.
| Nº    | Data           | Telespettatori | Share  |
| ----- | -------------- | -------------- | ------ |
| 1     | 3 luglio 2014  | 2 802 000      | 14,21% |
| 2     | 10 luglio 2014 | 3 216 000      | 15,61% |
| 3     | 17 luglio 2014 | 3 221 000      | 16,05% |
| 4     | 24 luglio 2014 | 2 692 000      | 13,94% |
| 5     | 31 luglio 2014 | 2 731 000      | 14,18% |
| 6     | 7 agosto 2014  | 2 307 000      | 13,31% |
| 7     | 14 agosto 2014 | 2 349 000      | 15,40% |
| 8     | 21 agosto 2014 | 2 373 000      | 13,80% |
| 9     | 28 agosto 2014 | 2 401 000      | 12,97% |
| Media | Media          | 2 676 890      | 14,39% |

### Ventiduesima edizione (2015)
La 22ª edizione è anticipata l'11 e il 18 giugno da due puntate di Speciale Superquark dal titolo Tredici miliardi di anni, dedicate alla storia della Terra. Dal 25 giugno al 27 agosto, ogni giovedì, vanno in onda le consuete dieci puntate dell'edizione.
| Nº    | Data           | Telespettatori | Share  |
| ----- | -------------- | -------------- | ------ |
| 1     | 25 giugno 2015 | 2 907 000      | 13,39% |
| 2     | 2 luglio 2015  | 2 685 000      | 13,71% |
| 3     | 9 luglio 2015  | 2 120 000      | 11,25% |
| 4     | 16 luglio 2015 | 2 315 000      | 13,84% |
| 5     | 23 luglio 2015 | 2 116 000      | 11,95% |
| 6     | 30 luglio 2015 | 2 276 000      | 13,17% |
| 7     | 6 agosto 2015  | 2 288 000      | 14,37% |
| 8     | 13 agosto 2015 | 2 264 000      | 14,89% |
| 9     | 20 agosto 2015 | 2 246 000      | 13,41% |
| 10    | 27 agosto 2015 | 2 342 000      | 13,27% |
| Media | Media          | 2 355 900      | 13,33% |

### Ventitreesima edizione (2016)
La 23ª edizione è andata in onda dal 13 luglio al 3 settembre. Da questa edizione il programma viene trasmesso di mercoledì e non più di giovedì come era consuetudine da alcuni anni. Il 24 agosto la trasmissione cede lo spazio in palinsesto ad uno Speciale Porta a Porta dedicato al terremoto che ha colpito il Centro Italia. Le ultime due puntate per ragioni editoriali vengono trasmesse martedì 30 agosto e sabato 3 settembre.
| Nº    | Data             | Telespettatori | Share  |
| ----- | ---------------- | -------------- | ------ |
| 1     | 13 luglio 2016   | 2 611 000      | 13,63% |
| 2     | 20 luglio 2016   | 2 376 000      | 13,26% |
| 3     | 27 luglio 2016   | 2 407 000      | 13,16% |
| 4     | 3 agosto 2016    | 2 159 000      | 13,20% |
| 5     | 10 agosto 2016   | 1 812 000      | 10,90% |
| 6     | 17 agosto 2016   | 1 668 000      | 10,00% |
| 7     | 30 agosto 2016   | 2 782 000      | 14,59% |
| 8     | 3 settembre 2016 | 1 893 000      | 12,50% |
| Media | Media            | 2 213 500      | 12,65% |

### Ventiquattresima edizione (2017)
La 24ª edizione è andata in onda da mercoledì 21 giugno a mercoledì 23 agosto. Il 19 luglio il programma lascia lo spazio in palinsesto ad una programmazione dedicata al 25º anniversario della morte del Giudice Paolo Borsellino.
| Nº    | Data           | Telespettatori | Share  |
| ----- | -------------- | -------------- | ------ |
| 1     | 21 giugno 2017 | 3 028 000      | 15,70% |
| 2     | 28 giugno 2017 | 2 959 000      | 14,80% |
| 3     | 5 luglio 2017  | 2 974 000      | 16,60% |
| 4     | 12 luglio 2017 | 2 675 000      | 15,40% |
| 5     | 26 luglio 2017 | 3 103 000      | 17,89% |
| 6     | 2 agosto 2017  | 2 613 000      | 15,30% |
| 7     | 9 agosto 2017  | 2 312 000      | 14,61% |
| 8     | 16 agosto 2017 | 2 380 000      | 15,44% |
| 9     | 23 agosto 2017 | 2 621 000      | 15,95% |
| Media | Media          | 2 740 555      | 15,74% |

### Venticinquesima edizione (2018)
La 25ª edizione è andata in onda da mercoledì 4 luglio a mercoledì 29 agosto. In seconda serata, in coda alle prime 5 puntate del programma, va in onda Superquark musica, uno spin off dedicato alla scoperta degli strumenti musicali. Nelle rimanenti 4 serate, sempre in seconda serata, viene trasmesso Superquark natura, uno spin off dedicato al mondo della natura. Il 13 agosto il programma viene anticipato al lunedì per lasciare spazio in palinsesto alla Supercoppa UEFA 2018 disputata da Real Madrid e Atletico Madrid.
| Nº    | Data           | Telespettatori | Share  |
| ----- | -------------- | -------------- | ------ |
| 1     | 4 luglio 2018  | 3 053 000      | 16,03% |
| 2     | 11 luglio 2018 | 1 530 000      | 7,88%  |
| 3     | 18 luglio 2018 | 2 697 000      | 15,32% |
| 4     | 25 luglio 2018 | 2 490 000      | 14,91% |
| 5     | 1º agosto 2018 | 2 418 000      | 14,10% |
| 6     | 8 agosto 2018  | 2 182 000      | 13,80% |
| 7     | 13 agosto 2018 | 2 188 000      | 15,22% |
| 8     | 22 agosto 2018 | 2 504 000      | 15,63% |
| 9     | 29 agosto 2018 | 2 664 000      | 14,94% |
| Media | Media          | 2 414 000      | 14,20% |

### Ventiseiesima edizione (2019)
La 26ª edizione è andata in onda da mercoledì 26 giugno a martedì 27 agosto. La trasmissione non è andata in onda il 17 luglio per lasciare spazio al ricordo di Andrea Camilleri, scomparso quello stesso giorno. L'ultima puntata è stata anticipata al martedì per dare spazio in palinsesto ad uno Speciale Tg1 dedicato alla crisi di Governo in corso in quelle settimane. Alle puntate del programma (esclusa la prima, l'ottava e la nona) viene abbinata una seconda serie di Superquark natura.
| Nº    | Data           | Telespettatori | Share  |
| ----- | -------------- | -------------- | ------ |
| 1     | 26 giugno 2019 | 2 257 000      | 12,95% |
| 2     | 3 luglio 2019  | 1 828 000      | 10,40% |
| 3     | 10 luglio 2019 | 1 960 000      | 10,89% |
| 4     | 24 luglio 2019 | 1 783 000      | 11,01% |
| 5     | 31 luglio 2019 | 2 187 000      | 13,70% |
| 6     | 7 agosto 2019  | 1 984 000      | 12,48% |
| 7     | 14 agosto 2019 | 1 583 000      | 11,17% |
| 8     | 21 agosto 2019 | 2 092 000      | 13,69% |
| 9     | 27 agosto 2019 | 1 624 000      | 9,93%  |
| Media | Media          | 1 922 000      | 11,80% |

### Ventisettesima edizione (2020)
La 27ª edizione è andata in onda da mercoledì 15 luglio a martedì 1º settembre. La trasmissione non è andata in onda il 5 agosto per lasciare spazio al ricordo di Sergio Zavoli, scomparso quello stesso giorno. La settima ed ultima puntata viene anticipata al martedì per lasciare lo spazio in palinsesto ai Music Awards. Anche quest'anno alla messa in onda di Superquark segue in seconda serata quella di Superquark natura.
| Nº    | Data              | Telespettatori | Share  |
| ----- | ----------------- | -------------- | ------ |
| 1     | 15 luglio 2020    | 2 281 000      | 11,52% |
| 2     | 22 luglio 2020    | 2 160 000      | 11,63% |
| 3     | 29 luglio 2020    | 2 053 000      | 11,61% |
| 4     | 12 agosto 2020    | 1 675 000      | 10,29% |
| 5     | 19 agosto 2020    | 2 022 000      | 12,48% |
| 6     | 26 agosto 2020    | 2 333 000      | 13,89% |
| 7     | 1º settembre 2020 | 2 483 000      | 13,31% |
| Media | Media             | 2 137 000      | 12,10% |

### Ventottesima edizione (2021)
La 28ª edizione è andata in onda da mercoledì 14 luglio a mercoledì 25 agosto.
Anche quest'anno alla messa in onda di Superquark segue in seconda serata quella di Superquark natura.
| Nº    | Data           | Telespettatori | Share  |
| ----- | -------------- | -------------- | ------ |
| 1     | 14 luglio 2021 | 2 263 000      | 13,02% |
| 2     | 21 luglio 2021 | 2 116 000      | 12,94% |
| 3     | 28 luglio 2021 | 1 920 000      | 12,14% |
| 4     | 4 agosto 2021  | 1 871 000      | 12,19% |
| 5     | 11 agosto 2021 | 1 887 000      | 13,43% |
| 6     | 18 agosto 2021 | 1 794 000      | 12,78% |
| 7     | 25 agosto 2021 | 2 032 000      | 12,84% |
| Media | Media          | 1 983 000      | 12.76% |

### Ventinovesima edizione (2022)
La 29ª edizione è andata in onda di mercoledì dal 6 luglio al 24 agosto. Anche quest'anno alla messa in onda di Superquark segue in seconda serata la messa in onda di Superquark natura. Mercoledì 20 luglio il terzo appuntamento con il programma non è andato in onda per lasciare lo spazio in palinsesto ad uno Speciale Tg1 incentrato sulla crisi di Governo in corso in quelle settimane. In seguito alla morte di Piero Angela, avvenuta il 13 agosto, Rai 1 ha deciso di omaggiare il divulgatore nel giorno della sua scomparsa mandando in onda una sesta puntata inedita del programma senza interruzioni pubblicitarie, per poi riprendere la normale programmazione del mercoledì con le ultime due puntate previste.
| Nº    | Data           | Telespettatori | Share  |
| ----- | -------------- | -------------- | ------ |
| 1     | 6 luglio 2022  | 1 970 000      | 14,08% |
| 2     | 13 luglio 2022 | 1 778 000      | 12,90% |
| 3     | 27 luglio 2022 | 1 761 000      | 13,09% |
| 4     | 3 agosto 2022  | 1 735 000      | 13,90% |
| 5     | 10 agosto 2022 | 1 504 000      | 12,54% |
| 6     | 13 agosto 2022 | 1 685 000      | 14,94% |
| 7     | 17 agosto 2022 | 1 615 000      | 13,47% |
| 8     | 24 agosto 2022 | 1 612 000      | 12,50% |
| Media | Media          | 1 707 000      | 13,43% |

## La chiusura
Il 24 agosto 2022, undici giorni dopo la morte di Piero Angela ed a seguito della conclusione delle puntate postume, viene reso noto dalla RAI che la trasmissione non sarà più realizzata. Dal 29 giugno 2023 nella sua storica collocazione in palinsesto va in onda Noos - L'avventura della conoscenza, condotta da Alberto Angela, figlio di Piero.

## Influenza culturale
La figura di Angela ispirò il personaggio di Piero Papera, conduttore della trasmissione SuperQuack, apparso nel 2002 sul settimanale Topolino